# Prospect Park
Prospect Park er park på 2.1 km², som ligger i Brooklyn, New York City. Den ligger mellem Park Slope, Kensington, Windsor Terrace og Flatbush Avenue, Grand Army Plaza og Brooklyn Botanic Garden; syv blokke nordøst for Green-Wood Cemetery. Parken bestyres til dagligt af New Yorks parkudvalg, New York City Department of Parks and Recreation.
- Wikimedia Commons har flere filer relateret til Prospect Park

40°39′41″N 73°58′13″V / 40.66143°N 73.97035°V